# Char 2C
Char 2C (фр. Танк 2C, в ряде источников обозначается как FCM 2C) — французский сверхтяжёлый танк. Разработан во время Первой мировой войны, однако в военных действиях участия не принимал. Char 2C — крупнейший по метрическим размерам из всех танков, когда-либо принимавшихся на вооружение в мире, и второй по величине из когда-либо построенных (уступающий лишь российскому Царь-танку на колёсном шасси). Предназначался для прорыва укрепленной линии обороны в условиях позиционной войны на стабильном фронте. Танк состоял на вооружении армии Франции вплоть до Второй мировой войны, но как и близкий к нему советский тяжёлый танк Т-35, к этому времени устарел морально и технически.

## История

### Новый тяжелый танк
В 1916—1917 году, после первых, не слишком удачных опытов с танками CA-1 Шнейдер и Сен-Шамон, французское министерство вооружения пришло к выводу о необходимости разработки качественно новых боевых машин. В разработке уже находился чрезвычайно удачный легкий танк Рено FT-17; первый танк классической компоновки, с башенным размещением вооружения, он отлично подходил для поддержки пехоты, но был слишком слабо вооружен и легко бронирован для прорыва укрепленной линии обороны.
В декабре 1916 года консультативный комитет по штурмовой артиллерии разработал проект нового 38-тонного танка с бронированием толщиной 35 миллиметров и вооружением в виде 105-миллиметровой пушки. Подобная машина, по мнению военных, была бы устойчива к попаданиям снарядов полевой артиллерии и обстрелу бронебойными пулями, и могла бы своим огнём подавлять любые полевые укрепления. К этому времени опыт применения первых британских и французских танков позволил сделать выводы о их неудовлетворительных ходовых качествах; имевшие жесткую подвеску британские «ромбы» были крайне неудобны на марше, а построенные на тракторном шасси французские машины отличались очень плохой проходимостью. Поэтому при разработке нового тяжелого танка особое внимание было уделено обеспечению тактической мобильности и проходимости.
При последующем обсуждении, однако, возникли проблемы. Министерство вооружения рекомендовало производить танки в трех весовых категориях: легкие, средние и тяжелые, однако многие военные негативно восприняли это решение, считая, что более разумно будет сосредоточить ресурсы на каком-то одном типе машин. Кроме того, при обсуждении проекта тяжелого танка выяснилось, что никто не может адекватно обосновать необходимость в 105-миллиметровом орудии на нем, и начальник штурмовой артиллерии, бригадный генерал Жан Эстьен, потребовал переработать проект под более компактную 75-мм пушку. Возможность уложиться в 38-тонный вес при выполнении требований по бронированию также была поставлена под сомнение.

### Проекты FCM
В феврале 1917 года было признано, что вопрос о тяжелых танках зашел в тупик из-за отсутствия ясного понимания, какие характеристики требуются от такой машины на поле боя. Чтобы разрешить его в кратчайшие сроки, министерство вооружения заказало три прототипа кораблестроительной фирме FCM:
- FCM 1A — «легкий» тяжелый танк, весом около 30 тонн и длиной 6,92 метра. Он должен был быть вооружен 75-мм пушкой и приводиться в действие двумя 200-сильными двигателями «Рено»
- FCM 1B — 45-тонный танк длиной 7,39 метров с 75-мм пушкой и двумя пулеметами. Он должен был оснащаться новым 380-сильным двигателем с гидравлической трансмиссией.
- FCM 1C — 62-тонный танк, длиной 9,31 метр, с 75-мм пушкой и четырьмя пулеметами. В движение его должна была приводить установка из четырёх 110-сильных моторов с электрической трансмиссией.

Поначалу наиболее оптимальным выглядел проект FCM 1A. Однако первое применение французских танков на поле боя весной 1917 оказалось крайне неудачным; министр вооружения Альберт Томас потребовал прекратить работы над новыми танками до пересмотра проектов. Кроме того, оказалось, что 200-сильные двигатели «Рено» испытывают сильные задержки с поступлением в производство.
Все это привело к значительной задержке и переработке проекта FCM 1A. Лишь в декабре 1917 танк был готов к испытаниям. Новая машина под прежним названием имела длину 8,35 метра, вес её составлял 41,4 тонны. Она была вооружена укороченной 105-мм пушкой и двумя 8-мм пулеметами, и защищена 35-мм броней на лбу и 25-мм броней по бортам. Ввиду наличия всего одного готового 200-сильного двигателя «Рено» прототип развивал скорость не более 6 км/ч.
Новый танк произвел сильное впечатление на испытаниях своей мощной броневой защитой, вооружением и великолепной проходимостью. На ходу опытная машина без малейших усилий преодолевала рвы шириной в 3,5 метра, взбиралась на метровой высоты стенку, и ломала на пути деревья толщиной в тридцать сантиметров. Главной её проблемой была низкая скорость и слабая маневренность.

### Char 2C
Несмотря на технические и производственные проблемы этой программы, слишком амбициозной для французского военно-промышленного комплекса, уже работающего на максимуме своих возможностей, генерал Эстьен запрашивал в январе 1918 не менее 700 этих «сухопутных линкоров», которые должны были выполнять роль штурмовой артиллерии в масштабных наступлениях, планировавшихся на 1919 год. Тяжёлый и хорошо вооружённый танк должен был преодолевать траншеи шириной 5,2 м — такова ширина шлюзов каналов северной Франции — и подавлять опорные пункты врага без поддержки артиллерии.
Хотя FCM 1A произвел сильное впечатление на публику, военная верхушка Франции все ещё испытывала скепсис по отношению к тяжелым танкам. Генерал Петен предлагал даже прекратить работы над проектом вообще, считая более эффективным ориентироваться на совместный англо-американский тяжелый танк Mark VIII «Либерти». Однако Эстьен считал, что отмена проекта будет негативно воспринята населением, и кроме того, опасался, что Британия и США не согласятся на сотрудничество с французами в проекте Mark VIII, если Франция не продемонстрирует способность производить тяжелую технику сама. Кроме того, французские танкисты считали бронирование английских танков (как существующих, так и перспективных) недостаточным, а расположение оружия — неудобным.
В итоге, для производства был выбран не уже имевшийся FCM 1A, а существовавший только в проекте 60-тонный FCM 1C, который, к тому же, требовалось переработать. Все это, а также требования Петена к производству 300 тяжелых танков, привело к задержке проекта, и к окончанию военных действий танк все ещё не был готов.
В начале 1919 года заказ на новый тяжелый танк был отменен. Однако французское правительство распорядилось возобновить программу, в первую очередь по политическим причинам. В итоге, в апреле 1919 было решено изготовить десять тяжелых танков нового типа, получивших обозначение Char 2C; все десять были построены фирмой Forges et Chantiers de la Méditerranée (FCM) на военных верфях в Ла-Сен-сюр-Мер и приняты на испытания к 1921 году. Они стали последними танками, построенными для французских вооруженных сил, почти на десять лет.
В 1940-х годах этот танк должен был быть заменён сверхтяжёлым FCM F1, чья масса приближалась к 140 тоннам.

## Конструкция
Танк Char 2C создавался, в первую очередь, для прорыва долговременной позиционной обороны, усиленной многочисленными инженерными препятствиями, что во многом определило особенности его конструкции. Он имел высокий корпус ромбической формы, охваченный гусеничными лентами. Подобная конструкция была выбрана исходя из требований обеспечения максимальной проходимости; танк легко преодолевал противотанковый ров 4-метровой ширины, взбирался на стенку высотой 1,2 метра и легко сносил корпусом деревья и инженерные заграждения.
Танк был разделен на четыре секции, от носа к корме: отделение управления (с курсовым пулеметом), переднее боевое отделение (с пушечной башней и двумя бортовыми пулеметами), моторно-трансмиссионный отсек, и заднее боевое отделение (с пулеметной башенкой).

### Вооружение
Основное вооружение танка состояло из 75-миллиметровой длинноствольной пушки образца 1897 года, установленной во вращающейся башне в носовой части. Созданное на основе полевой пушки орудие имело высокую скорострельность до 15 выстрелов в минуту и могло вести огонь на максимальную дальность до 7000 метров. Боезапас состоял из 125 снарядов; первоначально таковые были представлены только фугасами и шрапнелью, но в начале 1930-х танки типа Char 2C получили бронебойный боеприпас.
Интересно, что орудийная башня была (впервые в мировой практике) трехместной; в ней размещались командир, стрелок и заряжающий, тем самым обеспечивая оптимальные условия работы экипажа. Однако французы не сумели оценить достоинства многоместных башен, на последующих танках вернувшись к одноместным. Сектор обстрела орудия был ограничен 320 градусами (прямо на корму башня вести огонь не могла).
Вспомогательное вооружение состояло из четырёх 7,5-миллиметровых пулеметов Гочкисса. Один пулемет располагался в кормовой части машины, в небольшой вращающейся башенке; тем самым танк имел отличное прикрытие с кормы и широкий манёвр огнём. Ещё один пулемет был установлен в лобовом листе машины, и по одному с каждого борта боевого отделения. По некоторым данным, в башне имелся ещё спаренный с пушкой пулемет; возможно, он был установлен в ходе модернизаций.
В целом, вооружение Char 2C было мощным и хорошо продуманным и сохраняло актуальность и в начале 1930-х. Вплоть до появления в 1940-м советских танков с длинноствольными 76-мм пушками, французский тяжеловес сохранял статус носителя самого мощного основного вооружения среди бронированных машин.

### Броневая защита
Броневая защита танка рассчитывалась на противостояние снарядам 77-миллиметровой германской полевой пушки 7.7 cm FK 16, наиболее распространенной в годы Первой Мировой. Лобовой лист имел толщину 45 миллиметров. Борта корпуса были защищены 30-миллиметровой броней, и корма — 20-миллиметровой. Нет точных данных по бронированию орудийных башен, но чаще всего встречается утверждение что пушечная башня была защищена 35-мм броней.
В целом, бронирование Char 2C было более чем адекватным по меркам Первой Мировой и вплоть до середины 1930-х предоставляло адекватную защиту от любой противотанковой артиллерии. Даже на момент начала Второй Мировой войны Char 2C был все ещё малоуязвим для снарядов основной немецкой противотанковой пушки Pak 35/36.
Французы предпринимали попытки усилить бронирование танков, стремясь поддерживать эти машины на уровне требований времени. В ноябре-декабре 1939 один танк был модифицирован с усилением лобовой брони до впечатляющих 90 миллиметров, а бортовой до 65 миллиметров; в подобной конфигурации машина была практически неуязвима для любых немецких противотанковых орудий того времени, но и без того малая подвижность снизилась ещё больше. Неизвестно, были ли планы модифицировать остальные машины подобным образом.

### Ходовая часть
Ходовая часть имела характерную для тяжелых танков первой мировой ромбическую форму, позволявшую лучше преодолевать рвы и валы. Гусеницы охватывали корпус, проходя по крыше машины. На каждый борт приходилось по 36 опорных катков, пять направляющих и три поддерживающих ролика на крыше. Переднее колесо было ведущим, заднее — направляющим. Блокированная пружинная подвеска обеспечивала танку достаточно плавный ход (в отличие от тяжелых английских танков с жесткой подвеской).
Проходимость танка была впечатляющей даже по современным меркам. За счет большой длины корпуса (которая могла быть ещё увеличена навеской «хвоста»), Char 2C преодолевал рвы шириной до 4-х метров, взбирался на вертикальную стенку высотой до 1,2 метров и переходил вброд реки до 1,6 метра глубиной. Большая масса корпуса позволяла танку легко сокрушать деревья и инженерные препятствия.

### Силовая установка
Силовая установка Char 2C состояла из двух карбюраторных двигателей «Mercedes» GIIIa, в 180 л. с. каждый. Оба двигателя размещались в машинном отделении в центре корпуса танка; выхлопные трубы были выведены на крышу, а вентиляционные решетки располагались по бокам корпуса. Топливные баки располагались за кормой машины, между задними выступами гусеничных рам.
Трансмиссия танков Char 2C была электрической. Два динамогенератора, вращаемые от валов двигателей, приводили в действие ходовые электромоторы. Подобное решение было применено для повышения живучести машины; в случае выхода из строя одного двигателя танк мог продолжать движение на втором (хотя скорость при этом не превышала 5 километров в час). Ходовое оборудование танка было сложным в обслуживании и достаточно ненадежным.
Максимальная скорость движения танка не превышала 15 км/ч. По меркам Первой Мировой это, однако, считалось вполне достаточным; задачей сверхтяжелых танков было преодоление укрепленного рубежа обороны, а не развитие успеха в тылах. Запас хода по дороге составлял 150 километров, что также считалось вполне достаточным для машины, действующей только на тактическую глубину с передовой позиции.

### Средства связи и наблюдения
Большое внимание было уделено хорошему обзору изнутри танка. На обеих башнях Char 2C были установлены большие наблюдательные колпаки, защищенные стробоскопическим наблюдательным прибором; двумя спонсонами с узкими щелевыми прорезями в стенках, вставленными один в другой. Оба спонсона вращались с большой скоростью в противоположных направлениях; за счет стробоскопического эффекта, возникало ощущение почти полной прозрачности установки, при этом пули не могли поразить наблюдателя через узкие щели. В результате, командир экипажа и стрелок кормового пулемета имели почти идеальный круговой обзор.
Также в башнях, отделении управления и боевом отделении танка имелись обычные смотровые щели и перископические приборы наблюдения. Для управления орудийным огнём имелся телескопический прицел; пулеметы были оборудованы обычными оптическими прицелами. С целью ведения боевых действий по ночам танки оборудовались комплектами фар, и некоторые — мощным прожектором на кормовой башенке.
Все танки оборудовались радиостанциями, которые менялись в процессе службы.

### Экипаж
Экипаж танка состоял из двенадцати человек: водитель, командир, стрелок пушки, заряжающий, четыре пулеметчика, механик, электрик, помощник механика и радист. Расположение их было следующим:
- В отделении управления находился водитель
- В башне находились командир, стрелок и заряжающий
- В переднем боевом отделении находились три пулеметчика (один за курсовым пулеметом и по одному у каждого бортового)
- В машинном отделении находились механик, электрик и помощник механика
- В кормовом боевом отделении находились радист и четвёртый пулеметчик (в башенке)

Char 2C, сконструированный инженерами судостроительной компании, отличался неожиданно продуманным подходом к эргономике и хорошо продуманными, удобными для экипажа внутренними помещениями. Танк имел внутреннее переговорное устройство для связи между членами экипажа в бою. Для удобства размещения экипажа в танке каждый отсек имел собственные люки с обоих бортов, через которые можно было покинуть подбитую машину. Штатно экипаж загружался в танк через боевое отделение.

## Модификации
В 1926 танк № 99, который позже наименовали «Champagne», был модифицирован и получил новое обозначение «Char 2C bis». Новая версия была вооружена гаубицей калибром 155 мм, при этом отказались от передних пулемётов. В этой конфигурации вес дошёл до 74 тонн. Модификация эта была лишь временной и в том же году «Champagne» был возвращён к начальной конфигурации.
Танк № 97 («Lorraine») в 1939 г. был экранирован с целью повышения защищенности. Лобовая броня была доведена до 90 мм, а боковая — до 65 мм, в результате чего вес машины возрос до 75 тонн, что является до сих пор непобитым рекордом среди тяжёлых танков, принятых на вооружение. В этой модификации танк был неуязвим в 1940 г. для любых состоявших на вооружении германских противотанковых средств (кроме 88-мм зенитной пушки, также использовавшейся вермахтом в качестве орудия ПТО), но его подвижность снизилась ещё больше.

## Служба и боевое применение

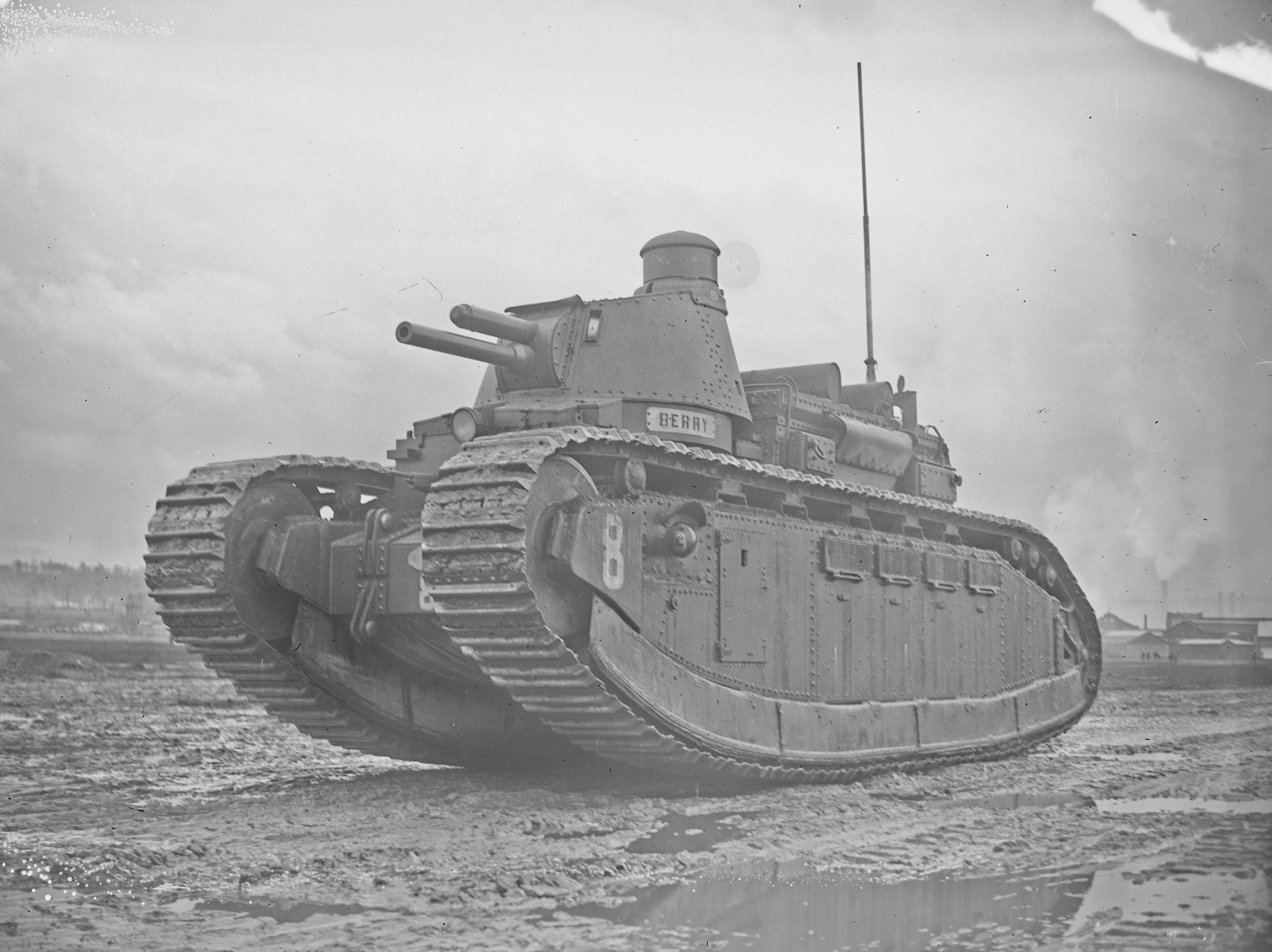
Char 2C «Берри». 1928 год.

На вооружении французской армии танки 2C стояли вплоть до оккупации Франции в 1940 году. В войсках каждый танк, подобно кораблю, имел имя собственное (машины называли в честь провинций Франции).
К моменту вступления Франции во Вторую Мировую войну 8 эксплуатировавшихся танков были приписаны к 511-му танковому полку. После того как он был распущен, танки FCM 2C были собраны в 51-м танковом батальоне под командованием команданта Фурне, дислоцировавшемуся в Бельрюп близ Вердена. В октябре 1939 батальон был передислоцирован в Брие. 10 мая 1940 батальон был приписан к 42-му крепостному корпусу 3-й французской армии.
12 июня 1940 года 51-й танковый батальон, дислоцировавшийся в лесу к северу от Брие и состоявший из 8 танков, получил приказ погрузиться на железнодорожные платформы и отправиться в Гондрекур. Два танка сломались в Менвиле (№ 95) и Пьенне (№ 92). Шесть оставшихся танков 13 числа оставались на платформах в составе двух поездов на станции Ландр. В ночь с 13 на 14 они подверглись неточной бомбардировке итальянских (?) ВВС. 14 июня был получен приказ двигаться в Дижон через Нёшато. После неоднократных перипетий, явившихся следствием дезорганизации французских войск во время Битвы за Францию, по приказу команданта Фурне танки были выведены из строя 15 июня 1940 в 19 часов на подъезде к деревне Мёз в пятидесяти километрах к югу от Нёшато, поскольку поезда, их перевозившие, оказались зажаты в кривой позади пяти других поездов, направлявшихся на станции Кюльмон-Шалендре и Ис-сюр-Тий и в свою очередь блокированных загоревшимся составом с горючим. Личный состав батальона смог добраться до города Кармо на юге Франции.
Единственный танк, который не удалось подорвать из-за неисправных зарядов, № 99, был захвачен 10-м танковым полком 8-й танковой дивизии и отправлен в Германию.
Танки Char 2C, созданные для действий в условиях позиционной войны и стабильной линии фронта, оказались бесполезными в маневренной механизированной войне. После прорыва немецкими войсками линии фронта в 1940 году эшелон с этими танками был отправлен в тыл, но по пути оказался отрезан от цели подрывом туннеля. 15 июня 1940 года танки были подорваны во избежание попадания их в руки неприятеля.

## Собственные имена танков Char 2C
1. № 90 Poitou (Пуату) — 1-я рота
2. № 91 Provence (Прованс) — 2-я рота
3. № 92 Picardie (Пикардия) — командный танк 1-й роты
4. № 93 Alsace (Эльзас) — 2-я рота
5. № 94 Bretagne (Бретань)
6. № 95 Touraine (Турень) — использовался для подготовки экипажей, состоял в резерве батальона.
7. № 96 Anjou (Анжу)
8. № 97 Normandie (Нормандия), с 1939 — Lorraine (Лотарингия) — командный танк 2-й роты
9. № 98 Berry (Берри) — 2-я рота
10. № 99 Champagne (Шампань) — 1-я рота

## Оценка проекта
По совокупности характеристик танк Char 2C являлся венцом развития идеи тяжелого танка прорыва позиционной обороны периода Первой мировой войны. Его бронирование было вполне достаточным, чтобы выдерживать огонь современных ему противотанковых средств даже с ближних дистанций; высокая проходимость позволяла преодолевать без затруднений любые инженерные преграды, а башенное расположение основного и вспомогательного вооружения допускало широкий манёвр огнём. При этом вооружение танка было достаточно мощным для решения любых задач на поле боя Первой мировой. Из всех тяжелых танков начала 1920-х только Char 2C может считаться машиной с подлинно противоснарядным бронированием.
Крупным недостатком этих машин была их низкая подвижность, обусловленная значительной массой; любая их значительная передислокация требовала задействования железнодорожного транспорта. Это не являлось проблемой в ситуации позиционной войны (для которой Char 2C и проектировались), но уже в начале 1930-х возможность существования в будущих конфликтах сплошного, стабильного на протяжении длительного времени позиционного фронта начала подвергаться сомнению. Для маневренной же войны подобные сверхтяжелые машины были практически бесполезны: их стратегическое перемещение было крайне затруднено, а тактическое развертывание возможно только с хорошо подготовленной тыловой базы.
Устарев морально, танки Char 2C к началу Второй Мировой не полностью устарели технически; модификация танка номер 97 «Лотарингия» продемонстрировала, что было возможно усилить бронирование этого танка до уровня, соответствующего стандартам времени. Однако, так как решить проблему с чрезвычайно низкой мобильностью танков этого типа было невозможно, какое-либо успешное их боевое применение могло бы состояться лишь при прорыве долговременных укрепленных сооружений — с чем во Вторую мировую французской армии так и не пришлось столкнуться.